# Onosma griersonii
Onosma griersonii är en strävbladig växtart som beskrevs av Robert Reid Mill. Onosma griersonii ingår i släktet Onosma och familjen strävbladiga växter. Inga underarter finns listade i Catalogue of Life.